# 안녕, 좋은하루
《안녕, 좋은하루》는 2012년에 발표된 가수 이상은의 비정규 디지털 싱글 앨범이다.
- 이상은이 건네는 산뜻한 아침인사, 싱글 [안녕, 좋은 하루]

안녕, 좋은 하루. 2010년 봄, 이상은은 새로운 세계를 만났다. 세련된 다차원적 음악으로 늘 저만치 앞서가고 있던 그가 오전 11시의 올드팝 라디오 프로그램을 진행하게 된 것. '언젠가는'을 기억하는 세대에겐 반가움이었을 테지만 6집 이후 미래지향형의 이상은만을 아는 이들에겐 조금 낯선 조합임에 틀림없었다. 그러나 혼란은 잠시였을 뿐, DJ라는 이름은 어느덧 2년을 채워가고 있다. 이번 싱글이 특별한 이유, 덧붙여 라디오 얘기를 먼저 시작한 까닭이 여기에 있다. 출근 시간에 버스를 놓쳐 억울한 회사원, 초등학생 아이의 한마디에 울고 웃는 부모,사랑과 이별을 호소하는 세상 남녀들.. 점심을 앞두고 라디오를 통해 전해지는 소소한 풍경들이 [안녕, 좋은 하루]를 만들어냈기 때문이다. DJ의 자리에서 단 하루의 쉼 없이 마주하는 일상이 씨앗이 되어 시와 선율로 피어났다. 이번 작업은 광고음악을 비롯해 국·내외에서 다방면에 걸쳐 재능을 펼치고 있는 Saintbinary(세인트바이너리)와 함께 했다. 혹 낯설다 하는 당신에게 직설적으로 설명하자면 이렇다.이민수와 Brown Eyed Girls의 'Love'를 공동 작곡했으며 아이유, 가인부터 박정현, 유희열, 윤종신까지 정상을 밟고 있는 가수들과 고루 손잡아온, 일렉트로니카 신에서는 이미 유명한 아티스트라는 것. 손을 찾아내는 이상은의 감각 또한 예리하다 하겠다.
"안녕, 좋은 하루"는 누구나 쉽게 꺼내고 반복하는 아침인사와도 같다. 깊게 들여다봐야 이해할 수 있는 뉘앙스는 과감히 버렸다.'안녕, 좋은 하루가 되세요. 오늘은 하나뿐인 소중한 선물. 두 번 다시는 오지 않죠.' 노래를 열고 마무리까지 해주는 이 가사는, 가까이는 라디오에서 만난 청취자들에게 멀게는 하루하루를 곱씹어가며 살아가는 모든 이들에게 전하는 이상은의 속 깊은 메시지다. 매일 다르게 변하는 선물 같은 하루.. 탐스럽지 않은가. 언젠가는(Saintbinary sparkling T mix) 세대를 아우르며 사랑받아온 곡이다. 무거운 톤으로 과감하게 시작되지만 이상은의 목소리는 한층 여유롭고 유연하다. 후렴에 이르면 어느덧 떼창모드에 돌입해 노래하고 있는 자신을 발견하게 될지도..

## 수록곡
| #  | 제목                                       | 작사   | 작곡           | 편곡                        | 재생 시간 |
| -- | ------------------------------------------ | ------ | -------------- | --------------------------- | --------- |
| 1. | 〈안녕, 좋은 하루〉 (Original)             | 이상은 | 이상은         | Saintbinary(세인트바이너리) | 5:06      |
| 2. | 〈안녕, 좋은 하루〉 (Radio Edit)           | 이상은 | 이상은         | Saintbinary(세인트바이너리) | 3:46      |
| 3. | 〈언젠가는〉 (Saintbinary Sparkling T Mix) | 이상은 | 이상은& 안진우 | Saintbinary(세인트바이너리) | 3:49      |